# Lanocira anasicula
Lanocira anasicula är en kräftdjursart som beskrevs av Jones 1982. Lanocira anasicula ingår i släktet Lanocira och familjen Corallanidae. Inga underarter finns listade i Catalogue of Life.